# Seda Noorlander
Seda Noorlander (* 22. Mai 1974 in Den Haag) ist eine ehemalige niederländische Tennisspielerin.

## Karriere
Im Alter von fünf Jahren begann Noorlander mit dem Tennisspielen. Ihr größter sportlicher Erfolg war der Turniersieg im Doppel 1999 in Bogotá. Ihre höchsten Weltranglistenpositionen waren im Einzel Platz 80 und im Doppel Platz 47. 2006 beendete sie ihre Tennislaufbahn.
Für die niederländische Fed-Cup-Mannschaft bestritt sie von 2000 bis 2002 elf Partien. Sie gewann vier ihrer sechs Einzelpartien sowie alle fünf Partien im Doppel.

## Turniersieg

### Doppel
| Nr. | Datum            | Turnier | Kategorie   | Belag | Partnerin          | Finalgegnerinnen            | Ergebnis  |
| --- | ---------------- | ------- | ----------- | ----- | ------------------ | --------------------------- | --------- |
| 1.  | 21. Februar 1999 | Bogotá  | WTA Tier IV | Sand  | Christina Papadaki | Laura Montalvo Paola Suárez | 6:4, 7:65 |